# درونیابی دومکعبی

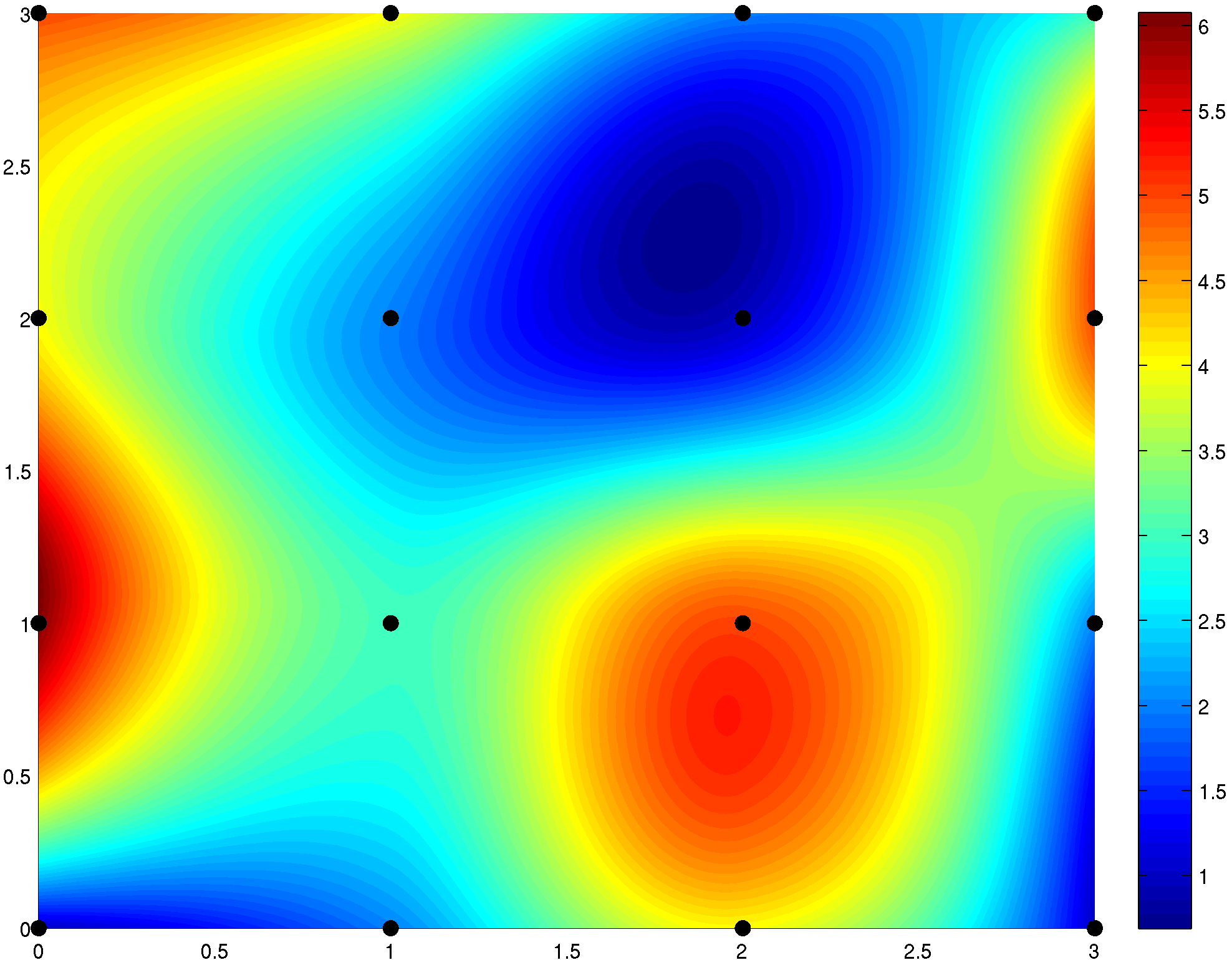
درونیابی دومکعبی

درونیابی دومکعبی در ریاضیات توسعه‌ای بر درونیابی مکعبی است که بر روی نقاط جدول معمولی دو بعدی عمل می‌کند. سطح بدست آمده با استفاده از این درونیابی نرم‌تر از سطح بدست آمده توسط درونیابی‌های دیگر مانند درونیابی نزدیکترین همسایه یا درونیابی دو خطی است. 
در کاربردهای پردازش تصویر در صورتی که نیاز به سرعت نباشد به‌طور معمول از این درونیابی استفاده خواهد. این درونیابی به جای ۴ نقطه درونیابی دوخطی از ۱۶ نقطه همجوار برای انجام درونیابی استفاده می‌کند.

## درونیابی دومکعبی
فرض کنید مقادیر تابع {\displaystyle f} و مشتقات {\displaystyle f_{x}}، {\displaystyle f_{y}} و {\displaystyle f_{xy}} در چهار گوشه {\displaystyle (0,0)}، {\displaystyle (1,0)}، {\displaystyle (0,1)} و {\displaystyle (1,1)} مربع واحد مشخص باشد. در این صورت سطح درونیابی شده را می‌توان نوشت
{\displaystyle p(x,y)=\sum _{i=0}^{3}\sum _{j=0}^{3}a_{ij}x^{i}y^{j}.}
درونیابی متشکل از مشخص کردن مقادیر ضرایب ناشناخته {\displaystyle a_{ij}} است.
تطبیق {\displaystyle p(x,y)} با مقادیر تابع معادلات زیر را به وجود خواهد آورد:
1. {\displaystyle f(0,0)=p(0,0)=a_{00}}
2. {\displaystyle f(1,0)=p(1,0)=a_{00}+a_{10}+a_{20}+a_{30}}
3. {\displaystyle f(0,1)=p(0,1)=a_{00}+a_{01}+a_{02}+a_{03}}
4. {\displaystyle f(1,1)=p(1,1)=\textstyle \sum _{i=0}^{3}\sum _{j=0}^{3}a_{ij}}

به همین شکل مشتق‌ها در سمت {\displaystyle x} و سمت {\displaystyle y} بدست می‌آیند:
1. {\displaystyle f_{x}(0,0)=p_{x}(0,0)=a_{10}}
2. {\displaystyle f_{x}(1,0)=p_{x}(1,0)=a_{10}+2a_{20}+3a_{30}}
3. {\displaystyle f_{x}(0,1)=p_{x}(0,1)=a_{10}+a_{11}+a_{12}+a_{13}}
4. {\displaystyle f_{x}(1,1)=p_{x}(1,1)=\textstyle \sum _{i=1}^{3}\sum _{j=0}^{3}a_{ij}i}
5. {\displaystyle f_{y}(0,0)=p_{y}(0,0)=a_{01}}
6. {\displaystyle f_{y}(1,0)=p_{y}(1,0)=a_{01}+a_{11}+a_{21}+a_{31}}
7. {\displaystyle f_{y}(0,1)=p_{y}(0,1)=a_{01}+2a_{02}+3a_{03}}
8. {\displaystyle f_{y}(1,1)=p_{y}(1,1)=\textstyle \sum _{i=0}^{3}\sum _{j=1}^{3}a_{ij}j}

و چهار معادله مشتق ترکیبی {\displaystyle xy}:
1. {\displaystyle f_{xy}(0,0)=p_{xy}(0,0)=a_{11}}
2. {\displaystyle f_{xy}(1,0)=p_{xy}(1,0)=a_{11}+2a_{21}+3a_{31}}
3. {\displaystyle f_{xy}(0,1)=p_{xy}(0,1)=a_{11}+2a_{12}+3a_{13}}
4. {\displaystyle f_{xy}(1,1)=p_{xy}(1,1)=\textstyle \sum _{i=1}^{3}\sum _{j=1}^{3}a_{ij}ij}

که در آن چهار مقدار یکسان زیر استفاده می‌شود:
{\displaystyle p_{x}(x,y)=\textstyle \sum _{i=1}^{3}\sum _{j=0}^{3}a_{ij}ix^{i-1}y^{j}}
{\displaystyle p_{y}(x,y)=\textstyle \sum _{i=0}^{3}\sum _{j=1}^{3}a_{ij}x^{i}jy^{j-1}}
{\displaystyle p_{xy}(x,y)=\textstyle \sum _{i=1}^{3}\sum _{j=1}^{3}a_{ij}ix^{i-1}jy^{j-1}}.
این روند سطحی برای {\displaystyle p(x,y)} در مربع واحد پیوسته  {\displaystyle [0,1]\times [0,1]} ایجاد می‌کند.